# Бребень (Олт)
Бребень, Бребені (рум. Brebeni) — село у повіті Олт в Румунії. Входить до складу комуни Бребень.
Село розташоване на відстані 131 км на захід від Бухареста, 9 км на південний схід від Слатіни, 50 км на схід від Крайови.

## Населення
За даними перепису населення 2002 року у селі проживали 1602 особи, з них 1598 осіб (99,8%) румунів. Рідною мовою 1601 особа (99,9%) назвала румунську.